# 托普拉河
托普拉河是斯洛伐克的河流，位於該國東部，屬於翁達瓦河的右支流，河道全長129.8公里，流域面積1,503平方公里，河畔城鎮有巴爾代約夫、吉拉爾托夫采、托普拉河畔哈努紹夫采和托普拉河畔弗拉諾夫。
48°44′N 21°45′E / 48.733°N 21.750°E